# Zosterop de Mindanao
El zosterop de Mindanao (Dasycrotapha plateni) és un ocell de la família dels zosteròpids (Zosteropidae).

## Hàbitat i distribució
Habita boscos, clars i vegetació secundària de les terres baixes de Mindanao, a les illes Filipines.